# Drosophila atacamensis
Drosophila atacamensis är en tvåvingeart som beskrevs av Brncic och Wheeler 1987. Drosophila atacamensis ingår i släktet Drosophila och familjen daggflugor.
Artens utbredningsområde är Chile.